# Couhé
Couhé korábbi község Franciaország Új-Aquitania régiójában, Vienne megyében. 2019. január 1-jén négy másik korábbi községgel egyesült és az így létrejött Valence-en-Poitou új község része lett.
Lakosainak száma 1881 fő (2018. január 1.). Couhé Rom, Brux, Ceaux-en-Couhé, Châtillon, Vaux és Blanzay községekkel határos.

## Népesség
A település népességének változása:
| Lakosok száma | 1812 | 1825 | 1923 | 1884 | 1881 |
|               | 2013 | 2015 | 2016 | 2017 | 2018 |